# Xenophon (Mondkrater)
Xenophon ist ein kleiner Einschlagkrater auf dem Südrand Riesenkraters Krater Fermi, westlich des Kraters Tsiolkovskiy. Südlich von Xenophon liegt 'Zhiritskiy F', ein Satellitenkrater des südsüdwestlich außerhalb des Randes von Fermi gelegenen Kraters Zhiritskiy.
Der Kraterrand von Xenophon ist erodiert und, vor allem auf der Westseite, von mehreren Minikratern aufgebrochen. Der Kraterboden zeigt keine auffallenden Merkmale.
Der Krater liegt auf der Rückseite des Erdmondes und kann von der Erde aus nicht direkt beobachtet werden.